# Warkworth (Northumberland)
Warkworth – wieś w Anglii, w hrabstwie Northumberland. Leży 42 km na północ od miasta Newcastle upon Tyne i 438 km na północ od Londynu. Miejscowość liczy 1493 mieszkańców.